# Eye of the Leopard
Eye of the Leopard je dokumentární film z produkce National Geographic Channel, poprvé vysílaný v roce 2006, který zobrazuje cestu, život a růst mláděte levharta jménem Legadema. Film je vyprávěný Jeremy Ironsem. Irons později vyprávěl další dokument National Geographic Channel - The Last Lions z roku 2011. 